# Michael Huger
Michael Anthony Huger (New York, 27 giugno 1970) è un allenatore di pallacanestro ed ex cestista statunitense, professionista in Europa.

## Palmarès

### Giocatore
- Campionato belga: 2

Racing Antwerpen: 1999-2000
Ostenda: 2001-02
- Coppa d'Olanda: 1

Goba Gorinchem: 1995
- Coppa del Belgio: 2

Racing Antwerpen: 2000
Liegi: 2004